# Пуэнт-дю-Лак (станция метро)
Пуэнт-дю-Лак (фр. Pointe du Lac, в некоторых источниках - Кретей - Пуэнт-дю-Лак) — конечная станция линии 8 Парижского метрополитена, расположенная в южной части города Кретей. Названа по одноимённому кварталу, в котором располагается. Самая южная и самая восточная станция Парижского метрополитена (не RER). 

## История
- Станция открылась 8 октября 2011 года при продлении линии 8 на один перегон от станции Кретей — Префектюр. Протяжённость нового участка линии составила 1,3 км.[3]. Проект строительства станции был утверждён STIF 20 сентября 2006 года, а сооружение началось 5 марта 2007 года.[4][5]. Длина платформ составила 80 метров, ширина — 8,2 м. Стоимость строительства станции и нового перегона составила около 83 миллионов евро[6]. К открытию станции был изменён автобусный маршрут № 393, пролегающий от станции RER A Сюси — Боннёль до станции Кретей — Помпадур линии RER D.
- За первые неполные три месяца работы в 2011 году пассажиропоток станции, по данным RATP, составил 389 235 человек[7]. В 2012 году сформировавшийся пассажиропоток составил 2 177 224 человек[8], а в 2015 году вырос и до 2 595 126 пассажиров (205 место по уровню входного пассажиропотока в Парижском метро)[9]

## Путевое развитие
Станция состоит из трёх путей: западный путь возле боковой платформы предназначен для высадки пассажиров, два остальных возле островной платформы — для посадки. С южной стороны к станции примыкает путь для оборота поездов и служебная ветвь в ателье де Кретей. 

## Галерея

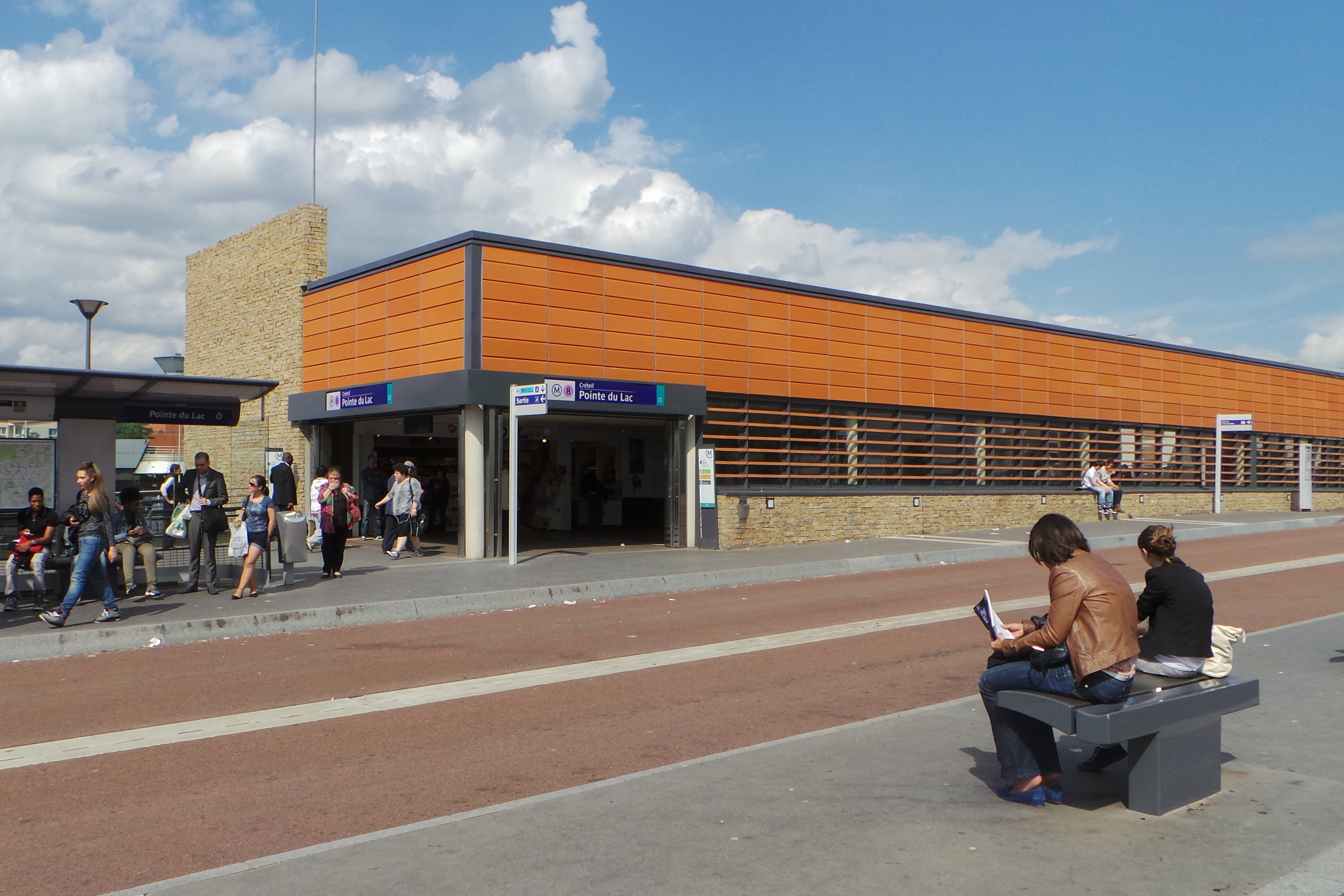
Вестибюль станции
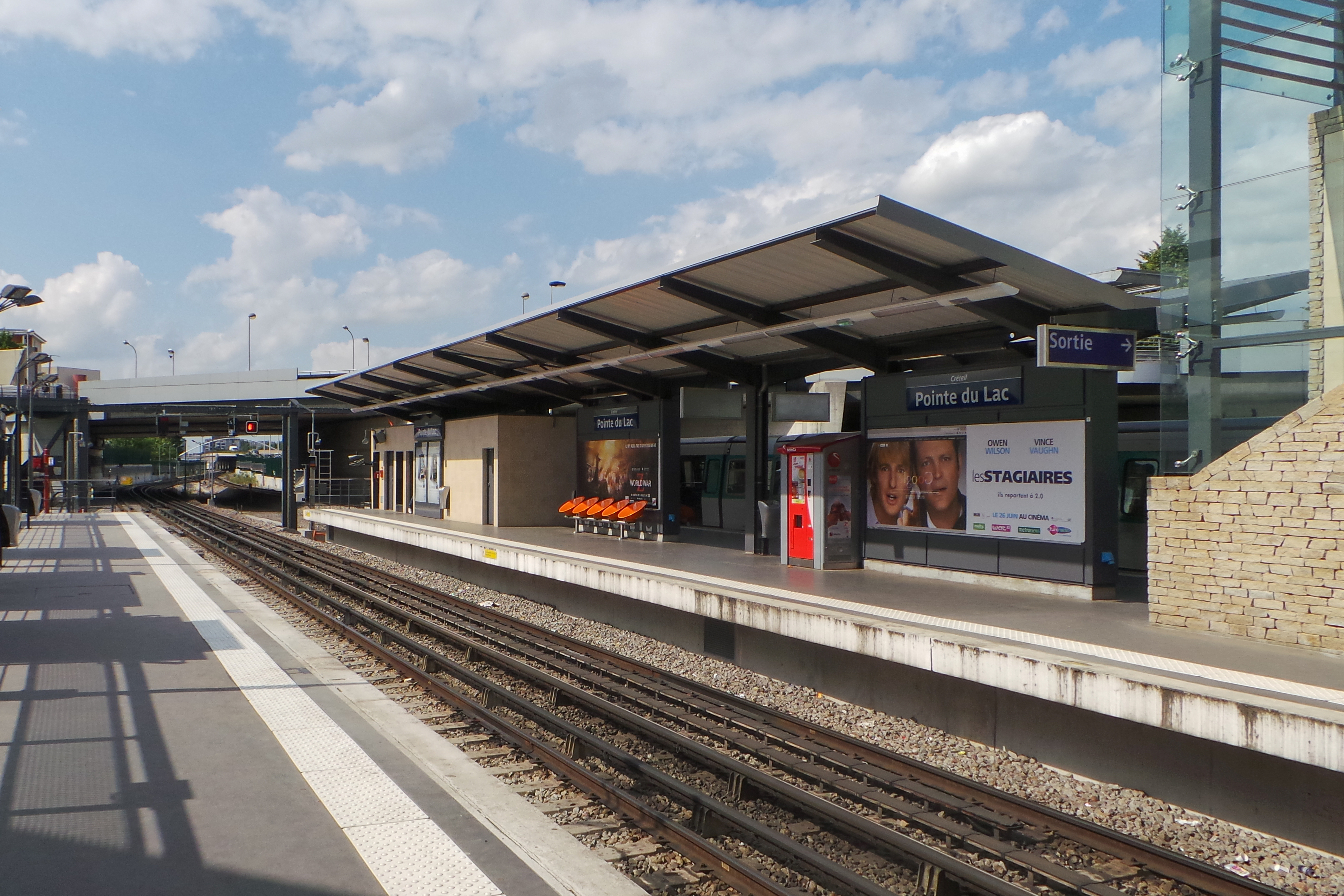
Платформы
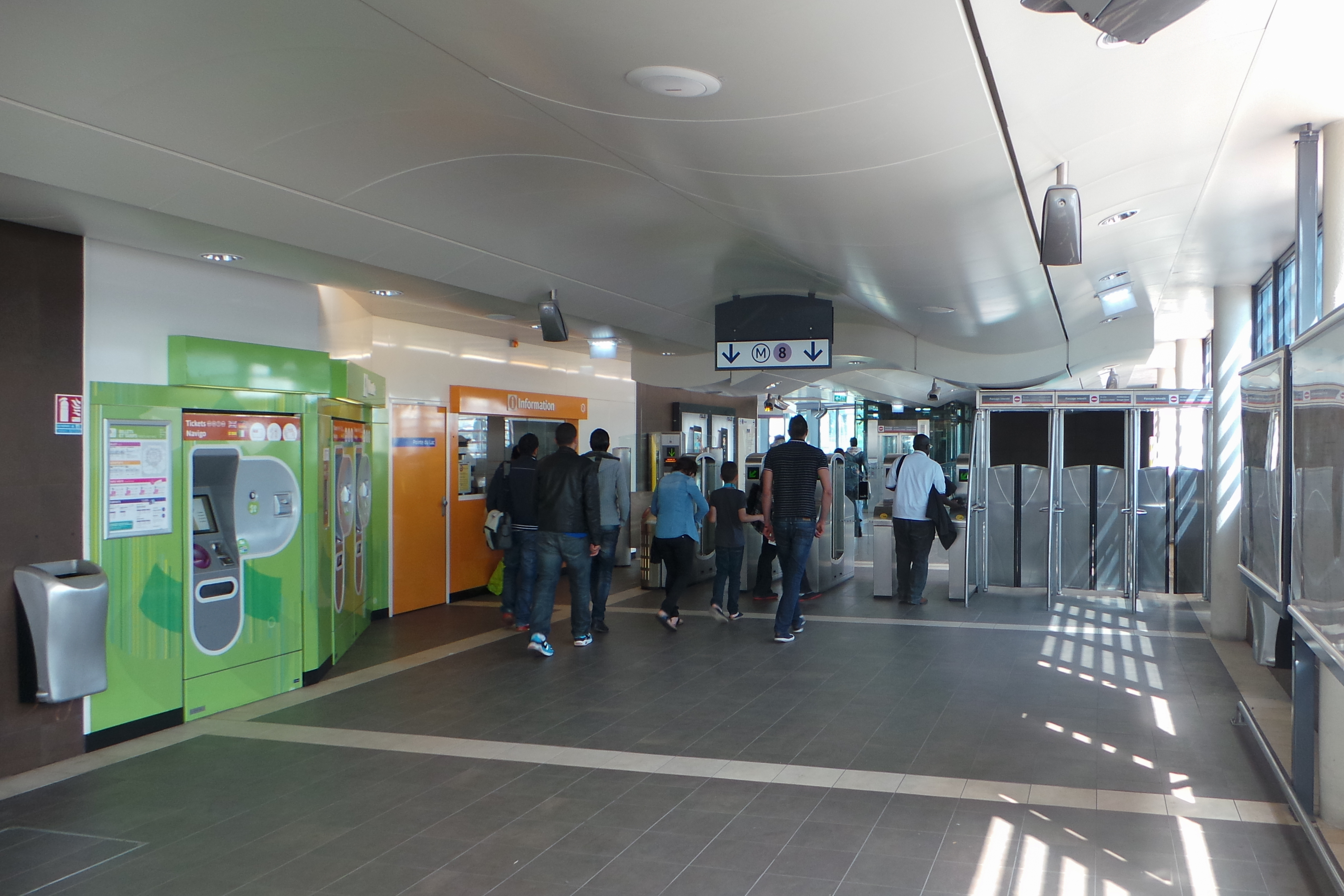
Кассовый зал
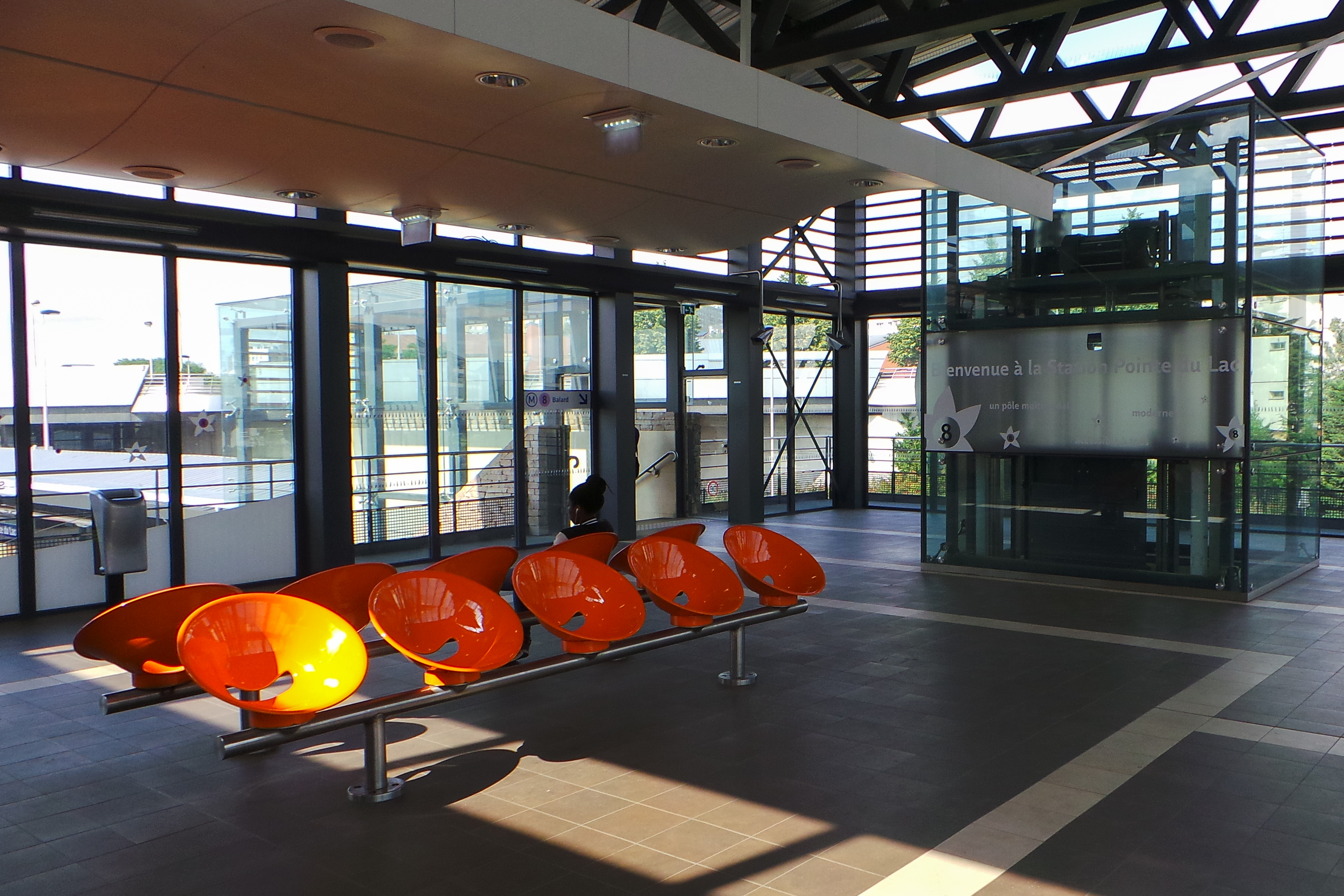
Сиденья в стиле Akiko
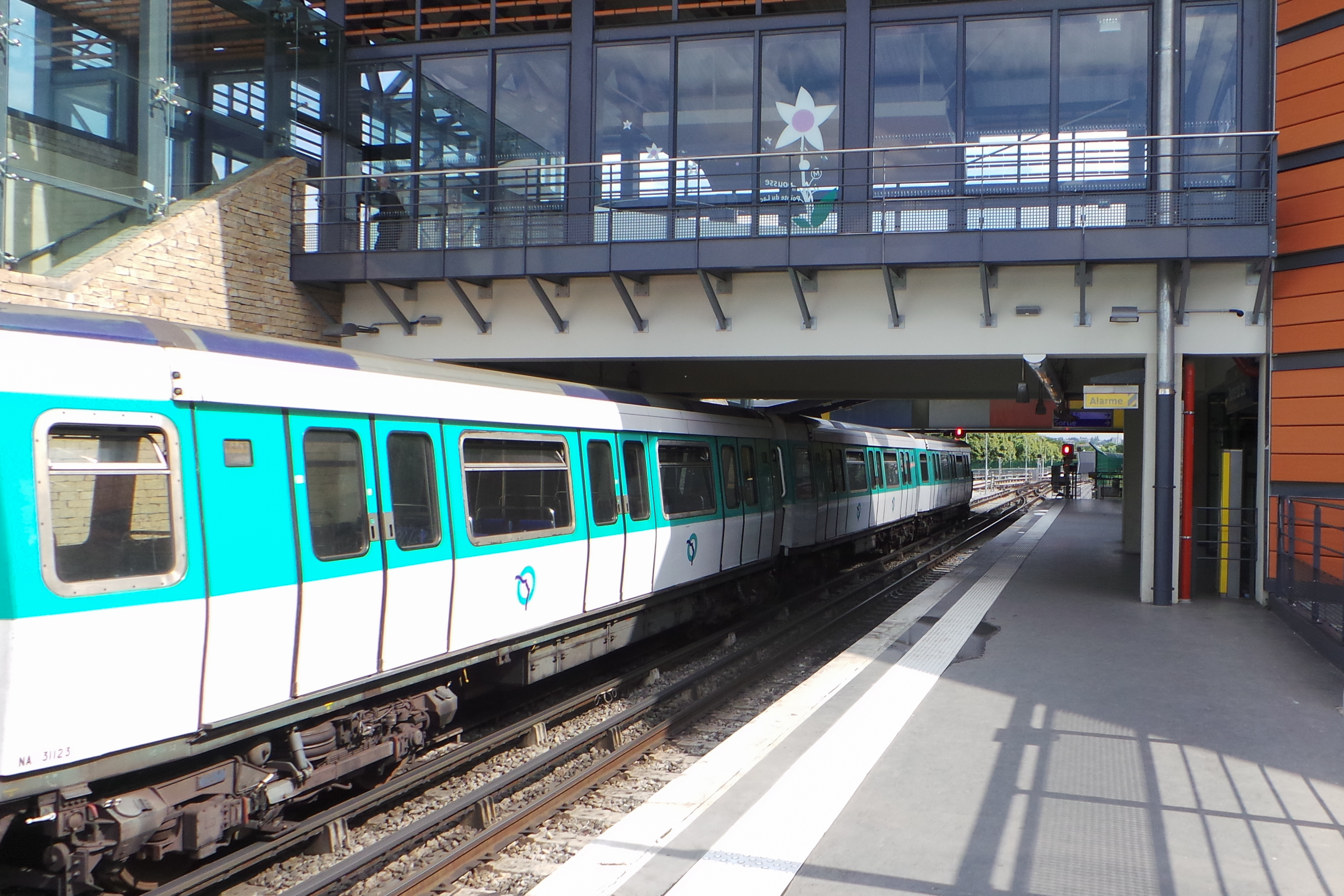
Вид на состав MF 77